# インターネットソサエティ
インターネットソサエティ（ISOC、アイソック）は、1992年に設立された国際的非営利組織で、インターネット関連の標準・教育・方針についてリーダーシップを提供している。その目的は「全世界のあらゆる人々の利益のため、インターネットのオープンな開発/進歩/利用を保証する」ことである。
ワシントンD.C.とスイスのジュネーブにオフィスがある。130以上の団体と55,000人以上の個人が参加している。会員は地域毎や関心事毎に支部を設立している。世界中に90以上の支部がある。
インターネット協会、インターネット学会とも。

## 歴史
ISOC は1992年、インターネットの成長に関する活動主体となる組織構造を提供するため正式に設立された。ヴィントン・サーフ、ロバート・カーン、ライマン・チェーピンが発表した Announcing the Internet Society という文書にインターネットソサエティ設立の理由が示されている。その文書には次のように当初の綱領が記されている。

当協会は非営利組織とし、次のような国際的な教育的・慈善的・科学的目的に沿って運営される。
- 研究・教育基盤としてのインターネットの技術的発展を促進・サポートし、学術・科学・工学コミュニティなどがインターネットの発展に関わることを奨励する。
- インターネットの技術・利用・応用について、学界や社会を教育する。
- インターネット技術の科学的・教育的応用を促進し、様々なレベルの教育機関、産業、および一般大衆におけるその利用を高める。
- 新たなインターネットの応用について討論の場を提供し、インターネットの運営と利用について各種組織の協力関係を育む。

Internet Engineering Task Force(IETF)などのインターネット領域の様々な団体は法的には公式な組織とは呼べない状態であった（一部は現在もそうである）。そのため財政面のサポートや組織構造の面でのサポートの必要性が強まった。インターネットソサエティは、インターネットの発展のために重要なサポート構造を提供し、活動を促進するために非営利の教育団体として設立された。
インターネットソサエティはIETFの上層団体である。インターネット標準を含むIETFの全ての Request for Comments (RFC) 文書の著作権はインターネットソサエティが有している（ただし、配布は自由で無料）。しかし別の見方をすれば、ISOC は IETF から派生した団体であり、企業組織としての構造が必要な各種活動をサポートするために生まれたとも言える。実際、IETFの事務局はCNRIが担っていたが、CNRIの活動資金を提供していたアメリカ国立科学財団 (NSF) は1991年までで資金提供を打ち切るとした。そのため、インターネットソサエティが新たに設立されたという面がある。CNRIはインターネットソサエティの運営面の母体となった。
2012年、インターネットソサエティは20周年を迎え、インターネットの殿堂を創設し「インターネットの発展と進歩に重要な貢献をしたと一般に認識されている」人物を毎年表彰することにした。

## 活動状況
インターネットソサエティは、標準化、社会政策、教育の主要3分野での様々な活動を行っている。
標準化活動は Internet Engineering Task Force (IETF)、インターネットアーキテクチャ委員会 (IAB)、Internet Engineering Steering Group (IESG)、Internet Research Task Force (IRTF) を通して行われる。インターネットソサエティはこれら標準化団体の作業をサポートし、促進している。インターネットソサエティはまた、オープンで透明性のある合意に基づく意思決定についての理解を促進することに努めている。
ISOC は .ORG トップレベルドメインを運用しているPublic Interest Registry の親会社となっている。ISOC は毎年開催される国際会議(INET) の後援団体として、各種出版物やトレーニングセミナーに関わっている。ISOCのオフィスはバージニア州とジュネーヴにある。
社会政策活動としては、各国政府や各種組織や市民社会や民間などと共同で、インターネットの価値を高める政策の実現を促進している。そういった面でのインターネットソサエティの基本的姿勢は次の文言に表されている。

我々は、世界中の人々が生活の質を向上させるためにインターネットを活用している世界を想像している。そのためには、標準、テクノロジー、商慣習、政府の政策が、技術革新や創造性や商業的機会のためのオープンで誰でもアクセス可能な基盤を支えていく必要がある。

インターネットソサエティはインターネットガバナンスについての議論の場を提供しており、例えば、世界情報社会サミット (WSIS) や インターネットガバナンスフォーラム (IGF) にも深く関与している。
教育の分野では、インターネット関連の最新の話題について実地訓練、セミナー、会議などを調整・提供することを目的としている。例えば、各地域のインターネット組織のサポート、インターネット技術についての概要文書やホワイトペーパーの発行、インターネット専門家を開発途上国に派遣する資金の提供なども行っている。
2012年に開催された World IPv6 Launch というイベントを企画・運営した。このイベントはIPv6への移行促進が緊急課題であることを広く一般に知らせることを目的に、Facebook、Google、Yahoo!、アカマイ・テクノロジーズ、主なISPといった企業が賛同して実施したものである。
インターネットソサエティは理事会が管理運営している。

## ISOC 日本支部
ISOCの日本支部は1994年8月に発足し、2009年ごろまで一般財団法人インターネット協会がISOC日本支部の役割を果たしてきた。しかし2009年に活動が停滞していたことから、「再活性化が必要な支部」とされ、2010年からは学術・産業界の有志らにより一般財団法人インターネット協会とは別の形で再活性化に向けた活動が開始された。2012年8月にISOCより正式な支部として再認定を受け、IETF報告会などの活動を実施している。